# Campeonato Europeo de Halterofilia de 1906
El IX Campeonato Europeo de Halterofilia se celebró en La Haya (Países Bajos) el 6 de noviembre de 1906 bajo la organización de la Federación Europea de Halterofilia (EWF) y la Federación Neerlandesa de Halterofilia.

## Medallistas
| Evento            | Oro                     | Plata                            | Bronce                         |
| ----------------- | ----------------------- | -------------------------------- | ------------------------------ |
| Categoría abierta | Heinrich Rondi Alemania | Albert Dorregeest · Países Bajos | Heinrich Schneidereit Alemania |

## Medallero
| Núm. | País         | Oro | Plata | Bronce | Total |
| ---- | ------------ | --- | ----- | ------ | ----- |
| 1    | Alemania     | 1   | 0     | 1      | 2     |
| 2    | Países Bajos | 0   | 1     | 0      | 1     |
|      | TOTAL        | 1   | 1     | 1      | 3     |